# Cardiophorus megathorax
Cardiophorus megathorax là một loài bọ cánh cứng trong họ Elateridae. Loài này được Faldermann miêu tả khoa học năm 1835.